# Vetešníkův jasan v Perninku
Vetešníkův jasan v Perninku je památný strom v krušnohorské obci Pernink v okrese Karlovy Vary v Karlovarském kraji. Dominantní jasan ztepilý (Fraxinus excelsior) roste ve středu obce v rohu zahrady před čp. 205. Strom byl pojmenován podle vlastníka pozemku Ladislava Vetešníka.
Nápadný kostrbatý kmen má měřený obvod 371 cm, koruna stromu dosahuje výšky 24 m (měření 2014).
Strom je chráněn od roku 2011 jako esteticky a historicky významný strom a jako hraniční strom.

## Stromy v okolí
- Jilm v Perninku